# 赤い沼
『赤い沼』（あかいぬま）は、高階良子による日本の漫画作品。
月刊「なかよし」（講談社）1976年（昭和51年）11月号の附録「なかよしまんが文庫」に収録された。

## あらすじ
山間の村に、よくザクロを口にする少女・籠女がいた。彼女は鬼子母神を祀る鬼子母神（きしぼじん）の神社の境内に捨てられていたが、閉鎖的で歪んだ意識に囚われた村人から「余所者のあばずれの捨て子」だと虐待されていた。鬼子母神が子宝に恵まれない夫婦を憐れんで我が身を削り授けた子だとに気づかず、その夫婦にすら虐げられていた。ある日、童謡「かごめかごめ」を研究する青年・野上勇が現れ、村長・大場千造に手掛かりについて心当たりがないかを尋ねる。村長の孫娘・幸江や他の少女達は都会の青年に憧れ、野上と親しくする籠女に敵意を抱く。野上が「赤沼」の小島にある鬼子母神の祠を開けた直後、沼はその名の如く血のように赤く染まり村の子供が相次いで喰い殺される事件が起きる。実は200年前にも沼が赤くなり、惨劇が起きていたのだった。封印されたものが鬼子母神の「悪心」ならば銃撃で傷つく筈がないと疑問を抱いた野上は「邪心」が実体を得ているのではと考え、豹変して以降、最近ザクロを食べなくなった籠女が血の味を覚えたからだと思い至る。籠女自身も子供を食い殺していたことに撃たれて初めて気づくのだったが、祠を閉じに赤沼に向かった野上を殺そうとした悪鬼を咄嗟に彼が殺したことで籠女もまた絶命した。籠女の死を悼むかのように赤沼は水位を増し、祠とその小島は水中に沈んだ。お互いに恋心を抱いていた2人は血の惨劇により引き裂かれ、籠女を想い野上は何のために彼女は生まれて来たのかと嘆くのだった。

## 登場人物
新堂籠女（しんどう かごめ）
村人に、育ての親にまで虐げられる少女。ザクロを食べている。実は鬼子母神が子供の無い夫婦を憐れで授けた分身だが、運動神経も悪く勉強の成績も良くない。何処かに自身の半身が封じ込められており、誰かがその封印を解いて自由にしてくれれば駄目ではなくなると信じている。その人物、野上と出会うが、封印を解かれた「悪心」に憑依されて悪鬼と化す。
野上勇（のがみ ゆう）
童謡「かごめかごめ」の謎を解こうと研究する青年。籠女と出会うが、「赤沼」の祠の封印を破ったため、村に惨劇が起きてしまう。必死に悪鬼を倒すが、その「悪心」が取り払われて残ったのは恋しい籠女の亡骸だった。
大場千造（おおば せんぞう）
村長。知人の紹介で野上を自宅に泊めるが、孫娘や村人の籠女に対する仕打ちを止めない。
新堂タネ（しんどう たね）
籠女を唯一慈しんだ老女。亡くなった時、110歳くらいだった。

## 書籍情報

### コミックス
KCなかよし（講談社）
赤い沼
1977年（昭和52年）5月4日 ISBN 978-4-06-108271-7
- 赤い沼（なかよし1976年（昭和51年）11月号付録）
- 闇におどるきつね（「なかよし」1977年（昭和52年）2月号）
- さらわれたアイドル（「なかよし」1976年（昭和51年）12月増刊号）

### 文庫版
講談社漫画文庫（講談社）
赤い沼
1999年8月6日 ISBN 4-06-260614-3
- 赤い沼
- 闇におどるきつね
- わたしの中にへびがすむ！（「なかよし」1975年（昭和50年）5月増刊号）
- 鬼あざみ（別冊「なかよし」1976年（昭和51年）第5号）
- バイオレットシャトーの昼さがり（「なかよし」1977年（昭和52年）12月増刊号）

ホラーMコミック文庫（ぶんか社）
赤い沼
2010年（平成22年）7月20日 ISBN 978-4-8211-7024-1
- 赤い沼
- 哀島洞窟（別冊ビバプリンセス1985年（昭和60年）冬季号）
- 防空壕（ミステリーボニータ1994年（平成6年）3月号）
- 樹霊の窓（プリンセス1987年（昭和62年）2月号）
- ふしぎな国の黒兎（プリンセスGOLD 1980年（昭和55年）3/25増刊号）